# Сонгин, Александр Генрихович
Александр Генрихович Сонгин (бел. Аляксандр Генрыхавіч Сонгин, 12 октября 1969, Тарново, Лидский район, Гродненская область, Белорусская ССР, СССР) — белорусский государственный деятель. Депутат Палаты представителей Национального собрания VII созыва (с 2019 года).

## Биография
Александр родился 12 ноября 1969 года в деревне Тарново, что находится в Лидском районе Гродненской области. Окончил Белорусский государственный педагогический университет имени Максима Танка по специальности «История», а также Академию управления при Президенте Республики Беларусь по специальности «Государственное управление социальной сферой».
Работал учителем Далекской базовой школы; директором ГУО «Гудский учебно-педагогический комплекс детский сад — базовая школа» Лидского района, начальником управления образования Лидского районного исполнительного комитета, заместителем директора ОАО «Лидские автобусы «Неман». До становления депутатом занимал должность начальника главного управления образования Гродненского областного исполнительного комитета.
Избирался депутатом Гродненского областного Совета депутатов 27-го созыва.
Был избран депутатом Палаты представителей Национального собрания Белоруссии VII созыва. Округ: Замковый № 57. Помощники депутата: Александр Иванович Гундарь и Наталья Михайловна Ардюк.
Проживает в Гродно.

## Депутат Палаты представителей

### VII созыв (с 6 декабря 2019)
Во время функционирования Палаты представителей VII созыва является членом Постоянной комиссии по законодательству.
Законопроекты:
- «Об изменении Закона Республики Беларусь «О третейских судах».

## Выборы
| Кандидат                    | Кандидат                       | Субъект выдвижения                | Голосов | %     |
| --------------------------- | ------------------------------ | --------------------------------- | ------- | ----- |
|                             | Сонгин Александр Генрихович    | Беспартийный                      | 33 545  | 67,12 |
|                             | Артюх Дмитрий Владимирович     | Беспартийный                      | 7 535   | 15,08 |
|                             | Маркевич Виталий Станиславович | Либерально-демократическая партия | 3 369   | 6,74  |
| Против всех                 | Против всех                    | Против всех                       | 4 753   |       |
| Недействительных бюллетеней | Недействительных бюллетеней    | Недействительных бюллетеней       | 775     |       |
| Всего                       | Всего                          | Всего                             | 56 105  | 100   |
| Явка избирателей            | Явка избирателей               | Явка избирателей                  | 49 977  | 89,08 |

## Награды
- Почетная грамота Национального собрания Республики Беларусь;
- Юбилейные медали[2].

## Личная жизнь
Женат, воспитывает двух сыновей.